# Пузи-Мезанжи
Пузи́-Мезанжи́ (фр. Pouzy-Mésangy) — коммуна во Франции, находится в регионе Овернь. Департамент коммуны — Алье. Входит в состав кантона Люрси-Леви. Округ коммуны — Мулен.
Код INSEE коммуны — 03210.

## Население
Население коммуны на 2008 год составляло 422 человека.
| 1962 | 1968 | 1975 | 1982 | 1990 | 1999 | 2008 |
| ---- | ---- | ---- | ---- | ---- | ---- | ---- |
| 641  | 644  | 541  | 488  | 429  | 411  | 422  |

## Экономика
В 2007 году среди 273 человек в трудоспособном возрасте (15—64 лет) 186 были экономически активными, 87 — неактивными (показатель активности — 68,1 %, в 1999 году было 67,7 %). Из 186 активных работали 162 человека (86 мужчин и 76 женщин), безработных было 24 (13 мужчин и 11 женщин). Среди 87 неактивных 18 человек были учениками или студентами, 32 — пенсионерами, 37 были неактивными по другим причинам.

## Достопримечательности
- Романская церковь
- Часовня
- Множество старинных прачечных и фонтанов